# Dahe, Fujian
Dahe är en köping i sydöstra Kina. Den ligger i Wuping härad i staden Longyan i provinsen Fujian, omkring 330 kilometer väster om provinshuvudstaden Fuzhou. Antalet invånare är 8 885. Befolkningen består av 4 498 kvinnor och 4 387 män. Barn under 15 år utgör 18,0 %, vuxna 15-64 år 68 %, och äldre över 65 år 13,0 %.